# Nikolaj Bobrikov

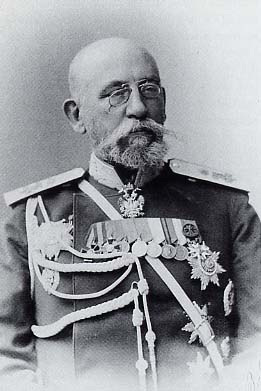
Nikolaj Bobrikov

Nikolaj Ivanovitsj Bobrikov (Russisch: Николай Иванович Бобриков) (Sint-Petersburg, 27 januari 1839 - Helsinki, 16 juni 1904) was een Russisch generaal en sinds 1898 gouverneur-generaal van Finland.
In 1858 werd hij officier, waarna hij een militaire carrière volgde. Na diverse standplaatsen werd hij in 1870 hij naar Sint-Petersburg overgeplaatst, waar hij in 1878 de rang van generaal bereikte. Van 1884 tot 1898 was hij chef-staf van de gardetroepen.
In 1898 werd hij, in opvolging van graaf Fjodor Logginovitsj van Heiden, benoemd tot gouverneur-generaal van Finland. In deze functie voerde hij een russificatie van Finland door. In 1903 kreeg hij hiertoe bijzondere volmachten om het hoofd te bieden aan het groeiend verzet in Finland tegen het Russische regime. Hiervan gebruik makend oefende hij een streng bewind uit. De Finse grondwet werd buiten werking gesteld, het Finse leger werd ontbonden, het Russisch werd de officiële voertaal en de persvrijheid werd aan banden gelegd.
Op 16 juni 1904 pleegde de Finse nationalist Eugen Schauman in Helsinki in het gebouw van de Senaat een aanslag op Bobrikov. Deze werd hierbij zwaargewond en overleed de volgende dag aan zijn verwondingen. 
Hij werd als gouverneur-generaal van Finland opgevolgd door Ivan Michailovitsj Obolenski.